# Bo Lönnqvist
Bo Hjalmar Lönnqvist, född 29 september 1941 i Esbo, är en finlandssvensk etnolog. Han är bror till Barbara Lönnqvist.
Lönnqvist var arkivarie vid Folkkultursarkivet 1966–1973, blev filosofie doktor 1972, var forskare vid Finlands Akademi 1973–1990, gästprofessor vid Oslo universitet 1991–1992 och professor i etnologi vid Jyväskylä universitet 1995–2004. Han var gästprofessor i Tyskland 2001 och vid Stockholms universitet 2007.
Lönnqvist är en av Finlands främsta etnologer. I fokus för hans forskning ligger finlandssvenska traditioner, inte minst dräktskicket. Han har också intresserat sig för märkdukar.
Sedan 1986 är han ledamot av Finska Vetenskaps-Societeten.